# Norvég buhund
Az norvég buhund (Norsk Buhund) egy norvég kutyafajta.

## Történet
Kialakulása körülbelül a 800-as évekre tehető. Mindenes munkakutyaként tartották a vidéki házaknál. Kiváló pásztorkutya, ilyen irányú ösztöne oly erős, hogy még a tyúkokat is összetereli. 

## Külleme
Marmagassága 43-46 centiméter, tömege 24-26 kilogramm. Mint annyi más észak-európai fajta, alapvonásaiban a spiccekre emlékeztet. Fülei felállók, hegyesek, teste erőteljes, zömök. Farkát háta fölé kunkorítja. 

## Képgaléria

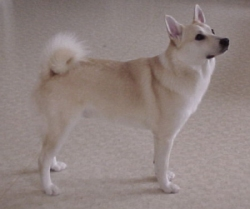
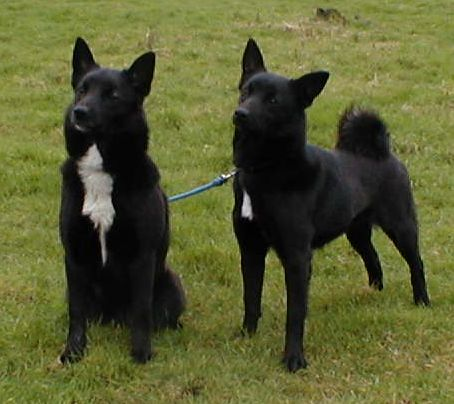
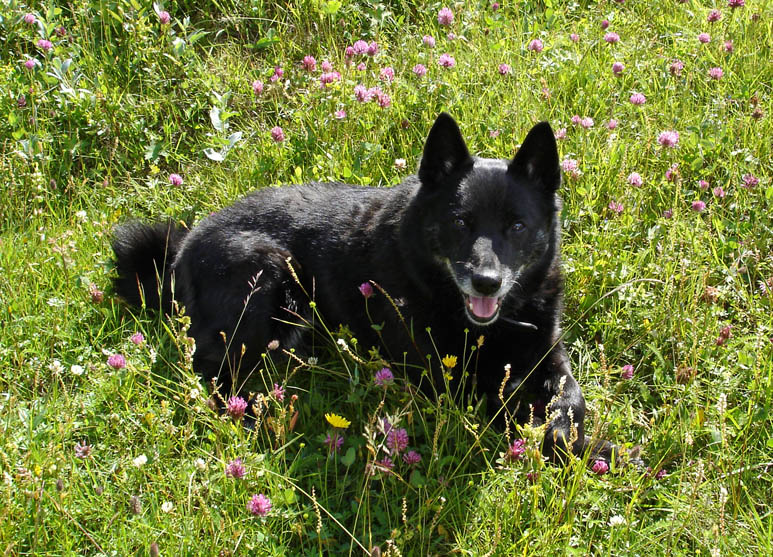
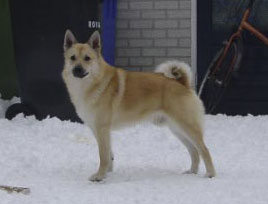

## Jelleme
Természete bátor és barátkozó. 